# Gonzalo Córdoba
Gonzalo Germán Córdoba (Villa Domínico, 29 marzo 2000) è un calciatore argentino, centrocampista dell'East Riffa.

## Carriera

### Club
Córdoba è cresciuto nel settore giovanile del Racing Club, con cui ha firmato il primo contratto professionistico nel giugno del 2016. Nel 2019 è stato ceduto in prestito al Barracas Central dove ha debuttato a livello professionistico il 3 novembre nell'incontro di Primera B Nacional vinto 1-0 contro l'Independiente Rivadavia. Nel 2020 è passato in prestito all'Univ. de Concepción dove ha tuttavia trovato pochissimo spazio giocando due soli incontri.
Rientrato al Racing, ha debuttato in Primera División il 7 novembre 2021 nell'incontro vinto 2-0 contro l'Atl. Tucumán.  Nell'estate del 2022 è passato in prestito all'Al Jazira Al Hamra nella seconda divisione degli Emirati Arabi Uniti e l'anno successivo ha giocato, sempre in prestito, al Dibba Al-Fujairah.
Rientrato in Argentina ha rescisso il proprio contratto con il club biancoazzurro e poco dopo si è accordato con il Cerro Largo.

### Nazionale
Ha giocato nella nazionale argentina Under-15.

## Statistiche

### Presenze e reti nei club
Statistiche aggiornate al 13 novembre 2024.
| Stagione                   | Squadra                    | Campionato                 | Campionato | Campionato | Coppe nazionali | Coppe nazionali | Coppe nazionali | Coppe continentali | Coppe continentali | Coppe continentali | Altre coppe | Altre coppe | Altre coppe | Totale | Totale | Totale |
| Stagione                   | Squadra                    | Comp                       | Pres       | Reti       | Comp            | Pres            | Reti            | Comp               | Pres               | Reti               | Comp        | Pres        | Reti        | Pres   | Reti   |        |
| -------------------------- | -------------------------- | -------------------------- | ---------- | ---------- | --------------- | --------------- | --------------- | ------------------ | ------------------ | ------------------ | ----------- | ----------- | ----------- | ------ | ------ | ------ |
| 2019-2020                  | Barracas Central           | PN                         | 1          | 0          | CA              | 0               | 0               | -                  | -                  | -                  | -           | -           | -           | 1      | 0      |        |
| 2020                       | Univ. de Concepción        | A                          | 1          | 0          | CC              | 0               | 0               | -                  | -                  | -                  | -           | -           | -           | 1      | 0      |        |
| 2021                       | Univ. de Concepción        | PB                         | 1          | 0          | CC              | 0               | 0               | -                  | -                  | -                  | -           | -           | -           | 1      | 0      |        |
| Totale Univ. de Concepción | Totale Univ. de Concepción | Totale Univ. de Concepción | 2          | 0          |                 | 0               | 0               |                    | -                  | -                  |             | -           | -           | 2      | 0      |        |
| 2021                       | Racing Club                | PD                         | 3          | 0          | CA+CdL          | 0               | 0               |                    | -                  | -                  |             | -           | -           | 3      | 0      |        |
| 2022                       | Racing Club                | PD                         | 0          | 0          | CA+CdL          | 1+0             | 0               |                    | -                  | -                  |             | -           | -           | 1      | 0      |        |
| Totale Racing Avellaneda   | Totale Racing Avellaneda   | Totale Racing Avellaneda   | 3          | 0          |                 | 1               | 0               |                    | -                  | -                  |             | -           | -           | 4      | 0      |        |
| 2022-2023                  | Al Jazira Al Hamra         | 1D                         | 18         | 13         | CP              | 1               | 0               | -                  | -                  | -                  | -           | -           | -           | 19     | 13     |        |
| 2023-2024                  | Dibba Al-Fujairah          | 1D                         | ?          | ?          | CP              | ?               | ?               | -                  | -                  | -                  | -           | -           | -           | ?      | ?      |        |
| 2024                       | Cerro Largo                | PD                         | 7          | 1          | CU              | 0               | 0               | -                  | -                  | -                  | -           | -           | -           | 7      | 1      |        |
| Totale carriera            | Totale carriera            | Totale carriera            | 31+        | 14+        |                 | 2+              | 0+              |                    | -                  | -                  |             | -           | -           | 33+    | 14+    |        |